# جولیان پروچنو
جولیان پروچنو (انگلیسی: Julian Prochnow؛ زادهٔ ۱ ژوئیهٔ ۱۹۸۶) بازیکن فوتبال اهل آلمان است.